# Owari no Hoshi no Love Song
Owari no Hoshi no Love Song (終わりの惑星のLove Song Tình ca của Ngôi sao Khi kết) là album concept J-pop do Jun Maeda sản xuất với giọng ca Nagi Yanagi.

## Danh sách các track
Tất cả các ca khúc được viết bởi Jun Maeda, trừ nơi có ghi chú.
| STT              | Nhan đề                                                                                   | Biên khúc / Vẽ tranh               | Thời lượng |
| ---------------- | ----------------------------------------------------------------------------------------- | ---------------------------------- | ---------- |
| 1.               | "Owari no Sekai Kara" (終わりの世界から Kể từ Thế giới Khi kết')                          | Shogo / Yuriko Asami               | 5:58       |
| 2.               | "Futari Dake no Ark" (ふたりだけのArk Chiếc Ark của riêng hai người)                      | Ken Itō / Nanakusa                 | 5:35       |
| 3.               | "Killer Song" (Bài hát Sát nhân)                                                          | Takahiro Furukawa / Zen            | 4:36       |
| 4.               | "Flower Garden" (Vườn hoa)                                                                | Ken Itō / Nanakusa                 | 5:39       |
| 5.               | "Muteki no Soldier" (無敵のSoldier Chiến binh Vô địch)                                    | Kōichirō Takahashi / Sō Hamayumiba | 5:14       |
| 6.               | "Kōru Yume" (凍る夢 Giấc mơ Đông cứng)                                                    | Ken Itō / Juri Misaki              | 5:11       |
| 7.               | "Executioner no Koi" (Executionerの恋 Tình yêu của Kẻ hành hình)                          | Takahiro Yamada / Na-Ga            | 4:51       |
| 8.               | "Toaru Kaizokuō no Kimagure" (とある海賊王の気まぐれ Nỗi thất thường của Vua hải tặc nọ)  | Masatomo Ōta / Sō Hamayumiba       | 5:10       |
| 9.               | "Yuki no Furanai Hoshi" (雪の降らない星 Ngôi sao nơi Tuyết chẳng rơi)                     | Keiji Inai / Yae                   | 4:57       |
| 10.              | "Hibukiyama no Mahōtsukai" (火吹き山の魔法使い Ma pháp sư của Ngọn núi thổi lửa)          | Yuyoyuppe / Zen                    | 4:37       |
| 11.              | "Last Smile" (Nụ cười Cuối cùng)                                                          | Keiji Inai / Yae                   | 6:20       |
| 12.              | "Hero no Jōken" (Heroの条件 Điều kiện của Anh hùng) (Cùng soạn nhạc với Nakagawa Taisei)  | Tomohiro Nakatsuchi / Zen          | 5:04       |
| 13.              | "Kono Hoshi no Birthday Song" (この惑星のBirthday Song Bài ca Sinh nhật này của Ngôi sao) | Ryōsuke Nakanishi / GotoP          | 6:21       |
| Tổng thời lượng: | Tổng thời lượng:                                                                          | Tổng thời lượng:                   | 69:33      |

| Video âm nhạc | Video âm nhạc                                                                    | Video âm nhạc |
| STT           | Nhan đề                                                                          | Thời lượng    |
| ------------- | -------------------------------------------------------------------------------- | ------------- |
| 1.            | "Owari no Sekai Kara" (終わりの世界から Kể từ Thế giới Khi kết)                  | 5:58          |
| 2.            | "Killer Song" (Bài hát Sát nhân)                                                 | 4:36          |
| 3.            | "Muteki no Soldier" (無敵のSoldier Chiến binh Vô địch)                           | 5:14          |
| 4.            | "Last Smile" (Nụ cười Cuối cùng)                                                 | 6:20          |
| 5.            | "Hibukiyama no Mahōtsukai" (火吹き山の魔法使い Ma pháp sư của Ngọn núi thổi lửa) | 4:37          |